# アルマカミニイト
アルマカミニイト（ALMA KAMINIITO）は、日本のボーカルユニット。ジェイピィールーム所属。
2011年2月に行われたアップフロントワークス主催のオーディションで特別賞を受賞した日系ペルー人3世のエリック、同じく特別賞を受賞した日本人の宗彦の2名によって結成され、2012年4月25日にシングル「茜」でCDデビューした。

## 特徴
「アルマカミニイト」という名前の由来は、エリックの出身地であるペルーで使われているスペイン語で魂（Alma）・小道（caminito）という2つの単語を組み合わせた造語。

## メンバー
エリック（1991年4月27日 -、ペルー・リマ出身）
日系3世ペルー人。国籍はペルー。
ペルー在住であった幼少時代から家の中では父親が大好きな日本の演歌が常に流れていたが、日本語は理解できていなかった。父親が日本へ単身で働きに行き、戻ってきた時に日本のCD等を持ち帰った。その中でもエリックは特に氷川きよしの演歌を聴いて感動し、演歌に興味を持った。その後南米のコンクールに参加し優勝するなどの実績を得て、17歳のときに歌手になることを決意した。

その後、2009年11月に演歌歌手になるために来日し、同じくペルー出身のディアマンテスのアルベルト城間の紹介で、THE BOOMの宮沢和史と知り合う。「日本で歌手になりたい」という彼の強い思いとその才能にひかれた宮沢が、2010年3月に日系人歌手を集めて開催した『NIPPONIA』というコンサートに彼を出演させる。（以来、第2回・第3回と出演。）2011年2月20日にアップフロントワークス主催の「第1回 フォレストアワード NEW FACE オーディション」の特別賞を受賞した。

### 旧メンバー
宗彦（むねひこ、1983年10月29日 -、群馬県高崎市出身）。
本名は大野 宗彦（おおの むねひこ）。6歳の頃より日本舞踊を学ぶ。12歳で名取になり、現在は師範の免許を持っている。

高校在学中にCHEMISTRYの曲を聴いたとき、男性でも綺麗に歌うことができることに気づき、音楽に興味を持つ。その後、大学に進学し、踊りを学んでいたが、歌の勉強もしていた。歌手としてデビューすることを夢見てアマチュアとして活動してきたが、2011年2月20日にアップフロントワークス主催の「第1回 フォレストアワード NEW FACE オーディション」の特別賞を受賞した。2013年4月4日、家業を継ぐために脱退。

## 来歴
2012年4月25日、シングル「茜」でCDデビュー。この日は、池袋サンシャインシティの噴水広場でデビュー記念イベントを行った。同年8月5日には、初のワンマンライブをDUO MUSIC EXCHANGEにて行った。

## 作品

### シングル
1. 茜（2012年4月25日）
2. 雨粒パール/抱きしめたい 抱きしめたい（2012年10月24日）

### アルバム
1. ALMA COVERS（2012年12月26日）

## タイアップ
| 曲名         | タイアップ                 |
| ------------ | -------------------------- |
| 青にのせて   | 映画『シェアハウス』主題歌 |
| 茜           | 同映画挿入歌               |
| Blue Horizon | 同映画挿入歌               |

## 出演

### ラジオ
- ALMA KAMINIITO Sound Map（NACK5、毎週土曜日放送）[10]
- Sound Map アルマカミニイト（FM AICHI、毎週土曜日放送）[10]